# امرؤ القيس بن النعمان
امرؤ القيس بن النعمان بن الأسود اللخمي هو الثاني عشر من ملوك الحيرة، حكم في الفترة (507-514م) قال حمزة الأصفهاني: ان امرأ القيس هو الذي غزا بكرًا يوم "أوارة" في دارها، وكانوا أنصار بني آكل المرار ملوك كندة فهزمهم. وكانت بكر قبله تقيم أود ملوك الحيرة وتعضدهم. ونسب إليه بناء حصن "الصنبر". وهو أيضاً باني الحصن الذي بناه سنمار الرومي، وقتله حين فرغ منه. وملك سبع عشرة سنة في زمن قباذ".